# The Canberra Times

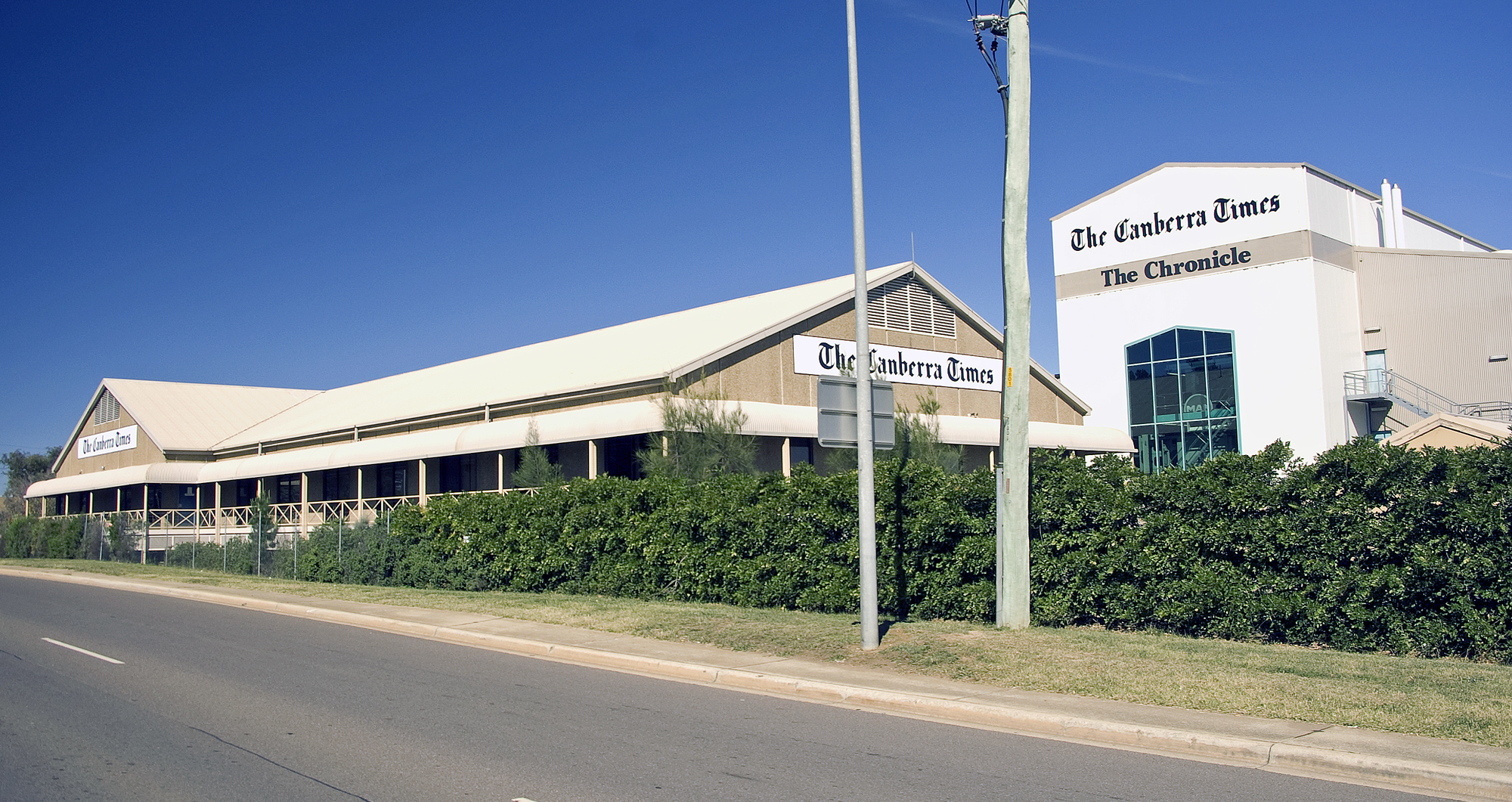
The Canberra Times e a sede da The Chronicle em Fyshwick

The Canberra Times é um jornal diário em Camberra, Austrália, publicado pela Australian Community Media, anteriormente parte da Fairfax Media.

## História
The Canberra Times foi lançado em 1926 por Thomas Shakespeare, juntamente com seu filho mais velho Arthur Shakespeare e dois filhos mais novos Christopher e James. A sede do jornal estava originalmente localizada no recinto de varejo Civic, na Cooyong Street e na Mort Street, em blocos comprados por Thomas Shakespeare na primeira venda de arrendamentos de Camberra em 1924.
A primeira edição do jornal foi publicada em 3 de setembro de 1926. Foi o segundo papel a ser impresso na cidade, sendo o primeiro o The Federal Capital Pioneer. Entre setembro de 1926 e fevereiro de 1928, o jornal era uma edição semanal. A primeira edição diária foi em 28 de fevereiro de 1928.
Em junho de 1956, o The Canberra Times converteu-se de formato brochura para tabloide.
Arthur Shakespeare vendeu o jornal para a John Fairfax Ltd em 1964, com a condição de continuar defendendo Camberra.[carece de fontes?] Logo depois, em julho de 1964, o formato foi mudado de volta para o formato brochura e a impressão foi transferida para a recém instalada impressora da Fairfax em Fyshwick.
Os escritórios permaneceram abertos no recinto de varejo cívico até abril de 1987, quando o The Canberra Times transferiu toda a sua operação para o novo escritório da Federal Capital Press da Austrália, também em Fyshwick.
Mais tarde, o jornal foi vendido para a Publishing and Broadcasting Limited, que por sua vez vendeu a Kerry Stokes em 1989 por 110 milhões de dólares.[carece de fontes?] Rural Press Limited comprou o papel de Stokes em 1998 por 160 milhões de dólares. O Times juntou-se ao estábulo de Fairfax em 2007 quando a imprensa rural fundiu com Fairfax. O jornal foi publicado on-line pela primeira vez em 31 de março de 1997.[carece de fontes?]
Em 2008, o The Canberra Times publicou um pedido formal de desculpas depois que o jornal publicou um ensaio no qual Irfan Yusuf acusou falsamente o historiador americano Daniel Pipes de sugerir que os muçulmanos mereciam ser massacrados como judeus durante o Holocausto.
Em 17 de outubro de 2008, The Canberra Times foi distribuído com um adesivo anunciando o ACT Labour Party na primeira página. Reclamações sobre o adesivo levaram o gerente geral, Ken Nichols, a dar uma explicação.
Em outubro de 2013, a Fairfax Media anunciou que o The Canberra Times seria reestruturado para se juntar ao Australian Community Media Group de jornais regionais, agrícolas e comunitários, mudando da divisão metropolitana de notícias de Fairfax. Uma nova equipe de liderança editorial foi nomeada em novembro de 2015, com Grant Newton como editor do jornal e Scott Hannaford como editor-adjunto e diretor de notícias.
Em março de 2016, os funcionários do jornal foram informados de que haveria uma reestruturação no The Canberra Times e que o jornal passaria de um formato de brochura para um tabloide. A Fairfax Media também anunciou que cortaria doze empregos da equipe do jornal.

## Equipe notável
Os editores do jornal incluíram Jack Waterford e Michelle Grattan (1993-95), a primeira editora de um jornal diário metropolitano na Austrália. Um editor-chefe recente, Peter Fray, saiu em janeiro de 2009 para editar The Sydney Morning Herald. Ele foi sucedido por Rod Quinn, que anunciou a formação de uma nova equipe editorial sênior em 2012.
Cartunistas editoriais incluíram Geoff Pryor, David Pope e Pat Campbell .